# Ar-Rāʾid at-Tūnusī

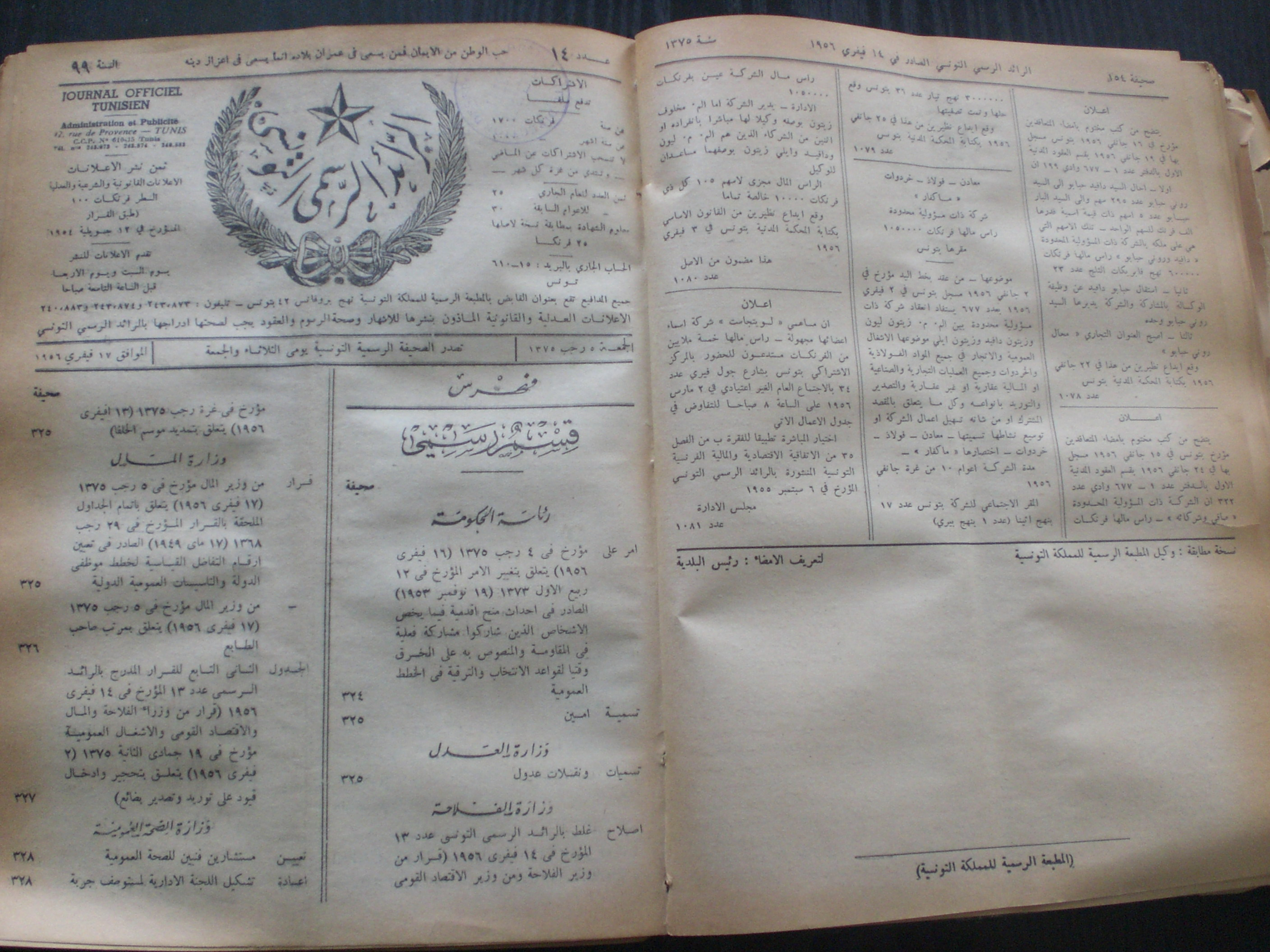
Ausgabe von ar-Rāʾid at-Tūnusī, Februar 1956

ar-Rāʾid at-Tūnusī (arabisch الرائد التونسي, DMG ar-Rāʾid at-tūnusī ‚Der tunesische Aufklärer‘) ist die erste in arabischer Sprache erschienene staatliche Zeitung und wurde erstmals am 22. Juli 1860 veröffentlicht. Es ist die drittälteste Zeitung in der arabischen Welt, früher erschienen nur al-Waqā’i‘ al-Miṣriyyah (Ägypten, seit 1828) und al-Mubashshir (Algerien, seit 1847).

## Gründung und Leitlinien
Gegründet wurde ar-Rāʾid von Muhammad III. al-Husain, seines Zeichens Bey von Tunis, auf Veranlassung des Ministers und Reformers Hayreddin Pascha, der damit beabsichtigte, die von ihm angestrebten Reformen bekanntzumachen, die im Jahr 1857 durch die Verkündigung des Sicherheitspakts (Ahd al-amān, auch Fundamental-Pakt genannt) und den zunehmenden europäischen wirtschaftlichen Einfluss, die Besetzung von Algier im Jahr 1830 und die Tanzimat angestoßen wurden. Diese beinhalteten unter anderem die Gleichsetzung der Bürger aller Glaubensrichtungen.
Die Entstehung von ar-Rāʾid, als auch die des arabischen Druckwesens, war geprägt von einem hektischen Konkurrenzkampfes zwischen privaten und staatlichen Einrichtungen in dieser Branche die schließlich ein Brite für sich entscheiden und nach dem Erhalt entsprechender staatlicher Konzession durch die tunesischen Regierung, zunächst auf experimenteller Basis, mit dem Druck einer Wochenzeitung namens Gazetta di Tunisi begann. Allerdings verwarf die Regierung diese Vereinbarung schnell wieder und stellte damit jede politische Berichterstattung unter staatliche Aufsicht, fortan offiziell mit ar-Rāʾid als eigenes Sprachrohr. Es dürfe, so General Ḥusayn „keine politische Frage ohne ausdrückliche Genehmigung des oben genannten Präsidenten behandelt werden“.

## Leitung
Als Chefredakteur und Leiter der Druckerei wurde der in Nikosia geborene, italienisch-stämmige französische Staatsbürger Pascal-Vincent (alisas Manṣūr) Carletti (1822 – 1890), einem ehemaligen Schüler von Antoine Isaac Silvestre de Sacy, dem Herausgeber der Wochenzeitung ʿUṭārid („Merkur“). Als jedoch dessen Gönner, der frankophile General Hayreddin Pascha gestürzt wurde, verlor auch Carletti seinen Posten und wurde von Einheimischen übernommen.

## Finanzierung und Inhalt
Aufgrund des äußerst geringen Anteils an Abonnenten bei einer Auflage von gerade einmal 1000 Exemplaren in einem Land, dessen eine Million Einwohner überwiegend Analphabeten waren, konnte ar-Rāʾid nur durch staatliche Subventionen und durch Abonnements, die Beamten zwangsweise auferlegt wurden überleben. Die Zeitschrift wurde für einen Rial verkauft und trug neben heraldischen Symbolen ein angebliches Hadith in der Überschrift: Die Liebe zum Vaterland ist Teil des Glaubens und erschien auf vier gedruckten Seiten in jeweils drei Spalten.
al-Rāʾid war außerdem in zwei Hauptteile aufgeteilt, einem offiziellen Teil, dem sogenannten qism rasmī, das als Gesetzblatt fungierte, in dem Gesetze und Verordnungen veröffentlicht wurden, sowie einem inoffiziellen Teil, der zur Veröffentlichung nationaler Nachrichten (ḥawādith dāchiliyya) und internationaler Nachrichten diente. Außerdem gab es darin einen Wirtschaftsteil sowie literarische und wissenschaftliche Artikel. Als Quellen wurden unter anderem auch europäische – hauptsächlich französische – Zeitungen für den internationalen Nachrichtenteil verwendet.
Die Zeitung ist heute das offizielle Gesetzblatt und enthält offizielle Verlautbarungen der Regierung.